# Edward Kennedy
Edward Moore (Ted) Kennedy (Boston, Massachusetts, 22 februari 1932 – Hyannis Port, Massachusetts, 25 augustus 2009) was een Amerikaans politicus van de Democratische Partij. Van 1962 tot aan zijn dood in 2009 was hij senator voor de staat Massachusetts. Hij was de jongste broer van de in WO II gesneuvelde Joseph Jr., de vermoorde Amerikaanse president John F. Kennedy en de vermoorde Amerikaanse minister van Justitie en senator Robert F. Kennedy.

## Biografie

### Jeugd
Kennedy was de jongste van negen kinderen van Joseph P. Kennedy sr. en Rose Fitzgerald Kennedy. Hij begon zijn studie aan Harvard in 1950. In mei 1951 werd hij tijdelijk weggestuurd, nadat hij een medestudent een examen Spaans voor hem had laten doen. Vervolgens ging hij twee jaar in dienst in het Amerikaanse leger, waarbij hij gestationeerd werd in SHAPE, het hoofdkwartier van de operationele strijdkrachten van de NAVO in Parijs. Daarna keerde hij terug naar Harvard, waar hij in juni 1956 afstudeerde.
In 1958 studeerde hij aan de Haagsche Academie voor Internationaal Recht, gevestigd in het Vredespaleis in Den Haag. Hij studeerde af als jurist aan de Universiteit van Virginia. In 1958, tijdens zijn rechtenstudie, leidde hij de senaatscampagne voor de herverkiezing van zijn broer John als senator voor de staat Massachusetts.

### Senator en de dood van zijn broers

John (links) Bobby (midden) en Ted Kennedy

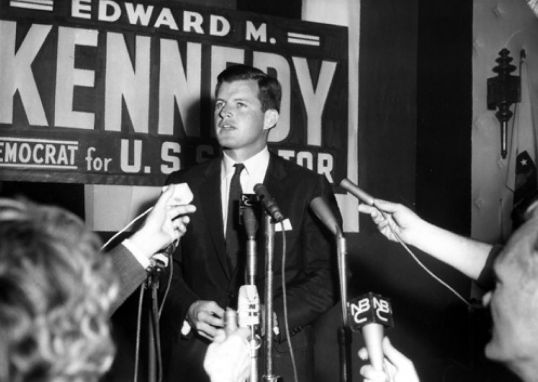
Ted Kennedy tijdens zijn eerste campagne voor de Senaat in 1962

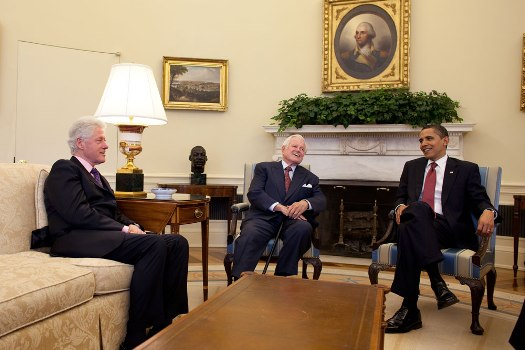
Bill Clinton, Ted Kennedy en Barack Obama in het Oval Office (2009)

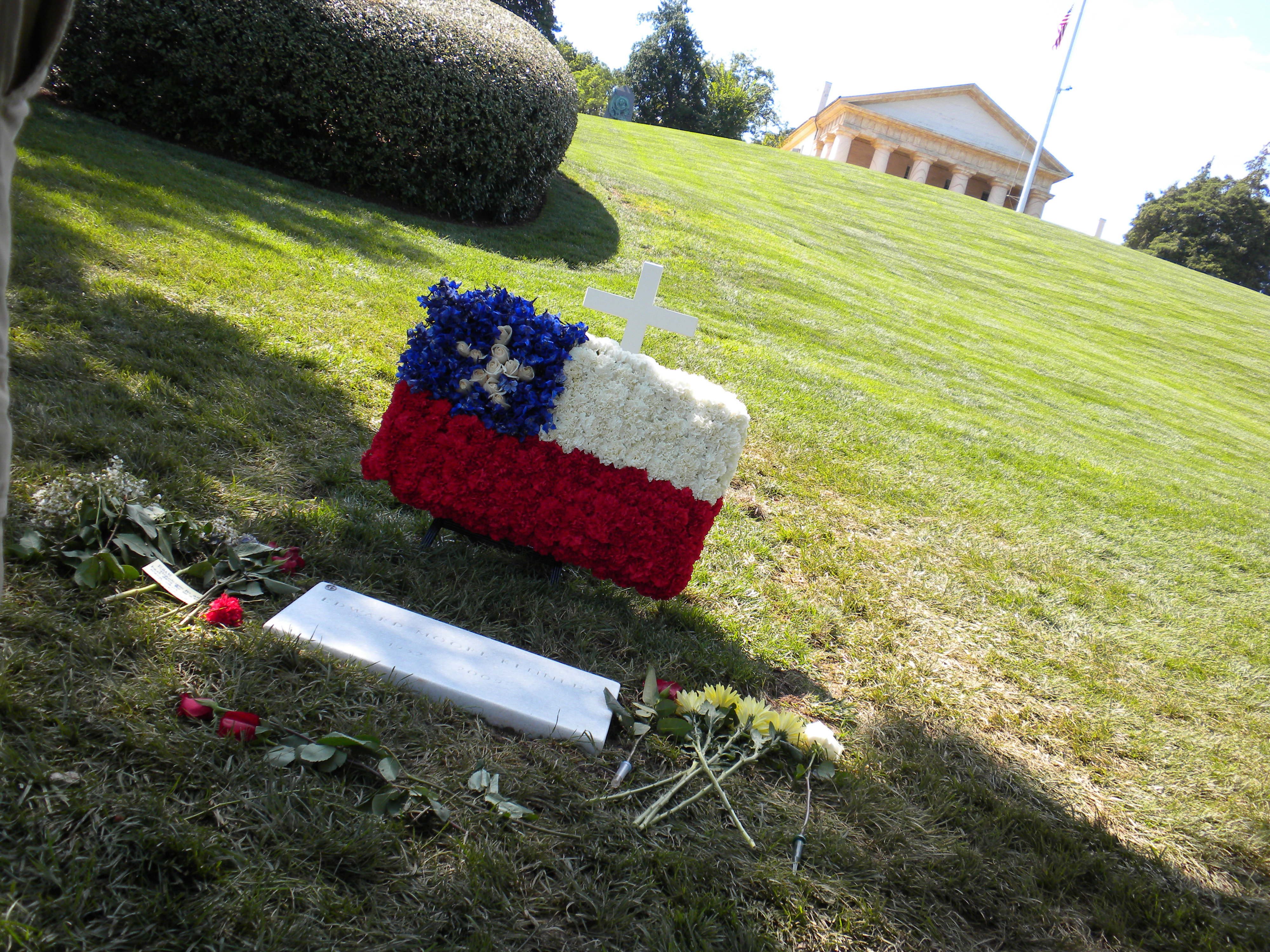
Arlington National Cemetery

Toen Kennedy zich in 1962 voor het eerst kandidaat stelde voor de Senaat, werd hem verweten niet genoeg ervaring te hebben voor deze functie. Volgens sommigen was de enige reden voor zijn kandidatuur zijn zoektocht naar roem. Bovendien zou hij de Senaatszetel, volgens sommigen, hebben gekocht met het vermogen van de familie Kennedy. Een gerucht dat ook zijn broer achtervolgde gedurende zijn politieke carrière. Desondanks werd Kennedy gekozen als senator voor Massachusetts in een speciale verkiezing. Die was nodig, omdat de zetel van zijn broer John was vrijgekomen, nadat die tot president van de Verenigde Staten was gekozen. Spoedig nadat hij in de Senaat zitting had genomen, werd hij geconfronteerd met de moord op zijn broer John in 1963. In 1964 raakte hij ernstig gewond bij een vliegtuigongeluk, waarbij de piloot en een van Kennedy's assistenten om het leven kwamen.
Kennedy werd herkozen in 1970, 1976, 1982, 1988, 1994, 2000 en 2006. Als hij zijn volle termijn van zes jaar had uitgediend zou hij vijftig jaar in de Senaat gezeten hebben. Kennedy was op senator Robert Byrd na het langstzittende lid van de Senaat.
In 1968 werd zijn laatst overlevende broer, Robert, vermoord, toen deze deelnam aan de Democratische voorverkiezingen voor de presidentsverkiezingen van dat jaar. Kennedy sprak een emotionele grafrede uit bij Roberts begrafenis. Na de schok van de tweede moord op een Kennedy werd hij gezien als mogelijke toekomstige presidentskandidaat.

### Chappaquiddick-incident
Op 18 juli 1969 vertrok Kennedy na een feestje op het eiland Chappaquiddick bij Martha's Vineyard met Mary Jo Kopechne in zijn auto. Hij vertelde later dat hij op een onverlichte weg verkeerd gereden was en toen per ongeluk met zijn auto van een houten bruggetje was afgereden, waarbij deze ondersteboven in het water terechtkwam. Kennedy waarschuwde de politie in eerste instantie niet, maar probeerde met enkele vrienden Mary Jo Kopechne te redden. Zij kwam echter om het leven. Daarna ging hij zonder de politie te waarschuwen terug naar zijn hotel. De volgende dag werd de auto door voorbijgangers gevonden, waarna de politie Kennedy arresteerde.
Het incident groeide uit tot een schandaal, waarbij Kennedy ervan beschuldigd werd dat hij dronken was geweest en niet alles had gedaan om zijn passagier te redden. Uiteindelijk pleitte hij schuldig aan het verlaten van de plaats van een ongeluk met persoonlijk letsel. Hij kreeg slechts een voorwaardelijke straf. Zijn politieke tegenstanders beschuldigden de Kennedy's ervan hun invloed gebruikt te hebben om Ted de hand boven het hoofd te houden.
Politieke tegenstanders zijn het Chappaquiddick-incident nooit vergeten, wat bijvoorbeeld bleek uit een slogan die werd gebruikt door tegenstanders van beperking van de verspreiding van vuurwapens in de Verenigde Staten: "Ted Kennedy's car has killed more people than my gun" (de auto van Ted Kennedy heeft meer mensen gedood dan mijn vuurwapen).

### Presidentsverkiezingen van 1980
Vanwege de negatieve publiciteit rond het Chappaquiddick-incident schortte Kennedy een tijdlang alle plannen op om te proberen president te worden. Tien jaar na het incident besloot Kennedy deel te nemen aan de Democratische voorverkiezingen van 1980. Hij nam het op tegen Jimmy Carter, die zich wilde laten herkiezen als president. Kennedy trok zich terug toen duidelijk werd dat hij de voorverkiezingen niet zou winnen, mede als gevolg van het Chappaquiddick-incident.

### Presidentsverkiezingen van 2008
Op 28 januari 2008 gaf Kennedy zijn steun aan Barack Obama voor de Amerikaanse presidentsverkiezingen 2008, ondanks pogingen van Hillary en Bill Clinton om Kennedy ervan te overtuigen neutraal te blijven. Kennedy verklaarde dat Obama de nieuwe generatie het leiderschap biedt dat Amerika nodig heeft.
Eind juli 2009 werd Kennedy door Barack Obama onderscheiden met de Presidential Medal of Freedom.

## Ziekte en overlijden
Op 17 mei 2008 werd Kennedy met een helikopter naar Massachusetts General Hospital in Boston gevlogen na een epileptische aanval. Op 20 mei maakten zijn artsen bekend dat Kennedy een kwaadaardige hersentumor had. De senator werd op 2 juni geopereerd. Op 26 september 2008 kreeg Kennedy een lichte beroerte, volgens artsen het gevolg van een verandering in de medicatie.
Tijdens de inauguratielunch van president Barack Obama op 20 januari 2009 werd Kennedy onwel. Vanaf april 2009 verscheen hij vanwege zijn gezondheid niet meer in de Senaat.
In de nacht van 25 op 26 augustus 2009 overleed Kennedy ten slotte op 77-jarige leeftijd aan de gevolgen van de hersentumor.
Op 29 augustus 2009 woonden president Barack Obama en de voormalige presidenten Jimmy Carter, Bill Clinton en George W. Bush de uitvaartdienst bij in de Our Lady of Perpetual Help Basilica in Boston. Daarna werd de kist naar Washington D.C. gevlogen, waar Kennedy dezelfde avond in familiekring begraven werd op de Arlington National Cemetery, naast zijn broers, John F. Kennedy en Robert F. Kennedy.

## Onderscheidingen
1999: Four Freedoms Award Freedom medal